# Loggbok från Cortez hav
Loggbok från Cortez hav (Log from the Sea of Cortez) är en reseberättelse skriven av John Steinbeck om en forskningsresa som han och hans vän, marinbiologen Ed Ricketts, företog med ett 75-fots sardinfiskefartyg, Western Flyer, från Monterey Bay till Californiaviken och åter under sex veckor (11 mars - 20 april) 1940. Boken utgavs 1951 och är en förkortad version av den strax efter resan utgivna Sea of Cortez: A Leisurely Journal of Travel and Research, som hade föga framgång, med ett inledande kapitel "Kring Ed Ricketts" (som hade avlidit när hans bil kördes på av ett tåg 1948) och utan den artlista som fanns i föregångaren. Den betraktas som ett av Steinbecks mest betydande icke skönlitterära verk, huvudsakligen på grund av Ricketts medverkan. Ricketts hade stort inflytande på Steinbeck, och var förebild för flera personer i dennes romaner; speciellt "Doktorn" ("Doc") som spelar en central roll i Det stora kalaset och En underbar torsdag. Utöver Steinbeck och Ricketts utgörs båtens besättning av skepparen Tony Berry, maskinisten "Tex" Travis samt besättningsmännen "Sparky" Enea och "Tiny" Colletto. Loggboken består av en roande beskrivning av förberedelserna och avresan, följd av en nästan daglig redogörelse för resan, mötena med mexikanska myndigheter och vikens fåtaliga invånare, arbetet med insamling längs kusten och betraktelser över besättningens uppträdande, tankar och reaktioner.